# 中国月球遥感卫星
中国月球遥感卫星是由中国载人航天工程办公室组织研制、中国空间技术研究院承包研制的一型人造卫星，目前正处于研制阶段。该卫星主要用于获取月球低纬区域高精度地形地貌、主要矿产资源分布和标志性矿物等信息，服务于中国载人月球探测工程。

## 历史
2023年4月25日，在2023年“中国航天日”第一届深空探测（天都）国际会议上， 中国深空探测重大专项总设计师吴艳华首次提到中国月球探测规划的任务将包括鹊桥通导遥星座系统，其中“遥”即是指月球遥感卫星。
2025年2月14日，中国载人航天工程办公室发布《月球遥感卫星项目招标公告》，首次披露了月球遥感卫星的概况。
2025年3月20日，中国载人航天工程办公室发布《月球遥感卫星项目中标公告》，中标人为中国空间技术研究院。